# Cavalerie
Pour les articles homonymes, voir Cavalerie (homonymie).

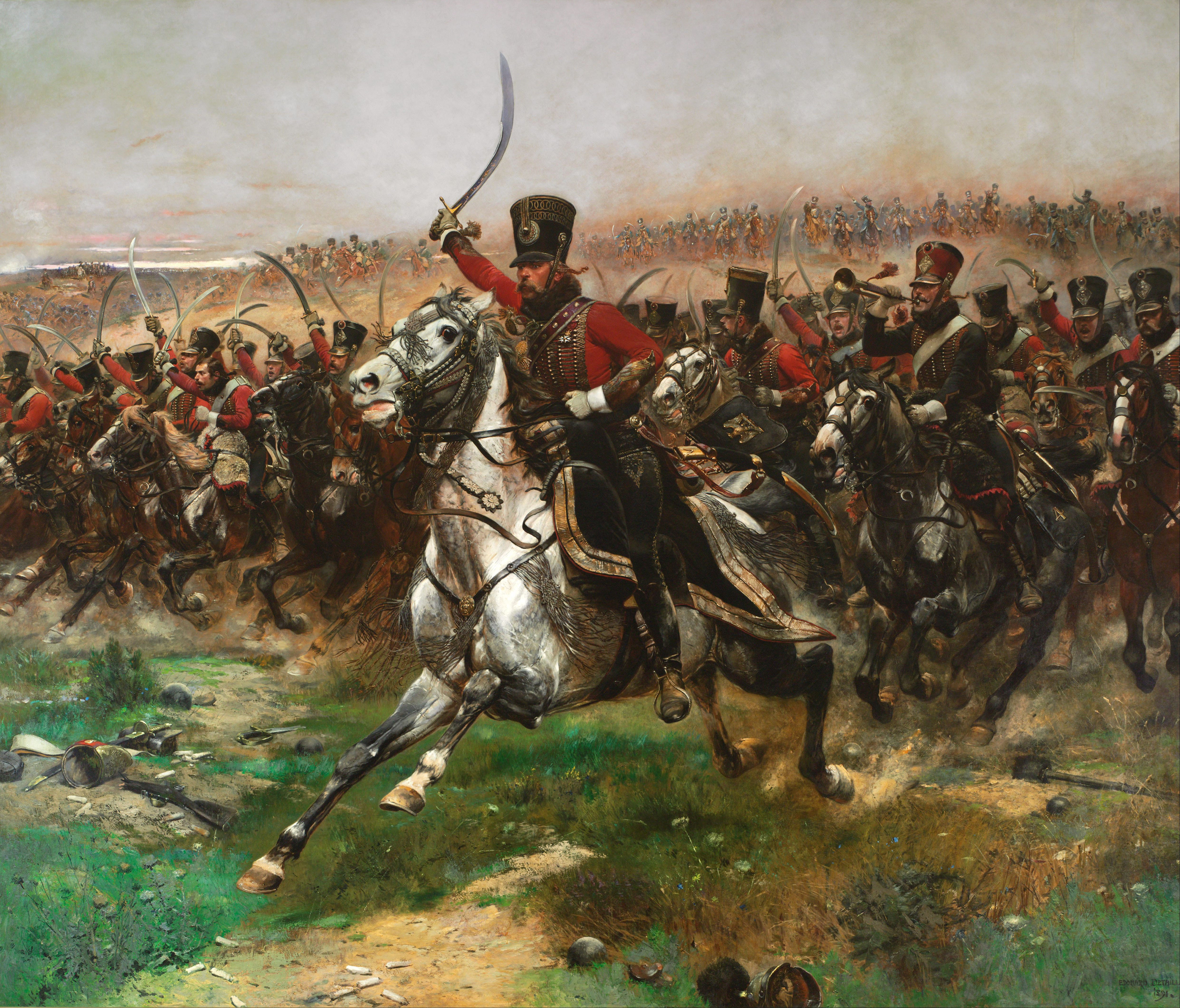
Charge du 4e régiment de hussards français à la bataille de Friedland, le 14 juin 1807.

La cavalerie est l'arme des militaires ou des guerriers qui combattent à cheval. Historiquement, elle est la troisième plus ancienne des armes de combat (après l'infanterie et les chariots de guerre) et la plus mobile.
L'appellation de cavalerie n'est généralement pas utilisée pour les forces militaires qui utilisent d'autres montures (chameaux ou mules par exemple). Quant au concept d'infanterie montée (qui se déplace à cheval mais combat à pied), il apparaît au XVIIe siècle avec les dragons, une arme initialement à part mais qui s'intégrera par la suite dans la cavalerie dite de « ligne ».
La cavalerie à cheval existe depuis l'Antiquité. Elle connaît son apogée à la fin du Moyen Âge et entame ensuite son déclin. Elle est partiellement restaurée sous Napoléon Ier au début du XIXe siècle mais décline par la suite jusqu'à devenir anecdotique lors de la Première Guerre mondiale qui voit la guerre de mouvement laisser place à la guerre de positions. 
Dès les premiers temps de son utilisation, la cavalerie offre l'avantage de la mobilité, qui en fait un instrument de guerre redoutable car elle permet de déborder et d'éviter l'adversaire, de surprendre et de vaincre, de battre en retraite et d'échapper à l'ennemi en fonction des besoins du moment. C'est aussi l'arme de la reconnaissance et des raids dans la profondeur. La monture confère au cavalier plusieurs avantages sur son adversaire à pied : vitesse, hauteur, masse et inertie lors du choc. Un autre facteur de supériorité résulte de l'impact psychologique de l'apparition du soldat à cheval sur le fantassin.
La mobilité et la capacité de choc de la cavalerie sont grandement appréciées et exploitées dans les différentes forces armées sous l'Antiquité et au Moyen Âge ; certaines forces étant principalement composées de cavalerie, en particulier dans les tribus nomades de l'Asie, comme les Mongols. Chez ces peuples de cavaliers se développe le concept de la cavalerie légère qui prône la vitesse et la surprise, avec des combattants montés, équipés et armés légèrement . En Europe, la cavalerie se dote au contraire d'armures lourdes et pesantes et les chevaliers agissent comme une cavalerie lourde, en privilégiant la recherche d'une action décisive au moyen d'un choc frontal. Au cours du XVIIe siècle, la cavalerie européenne abandonne l'armure, inefficace contre les fusils et les canons qui font leur apparition. Néanmoins, certains corps de cavalerie tels que les cuirassiers conservent une cuirasse petite et épaisse qui bénéficie d'une protection contre les lances et les sabres et une certaine protection contre les projectiles tirés à longue distance.
Durant la période entre les deux guerres mondiales, de nombreuses unités de cavalerie sont converties en infanterie motorisée ou en unités mécanisées et blindées. Cependant, la cavalerie sert encore pendant la Seconde Guerre mondiale, notamment dans les armées allemande, italienne, polonaise et soviétique, généralement sur les arrières du front. Actuellement, la plupart des unités de cavalerie montées servent dans des rôles de prestige, ou - beaucoup plus rarement - comme infanterie montée sur des terrains difficiles comme les montagnes ou les zones densément boisées. L'utilisation moderne du terme se réfère à des unités spécialisées dotées de chars (« cavalerie blindée ») ou d'aéronefs (« cavalerie de l'air »).

## Histoire

### Origine et développement

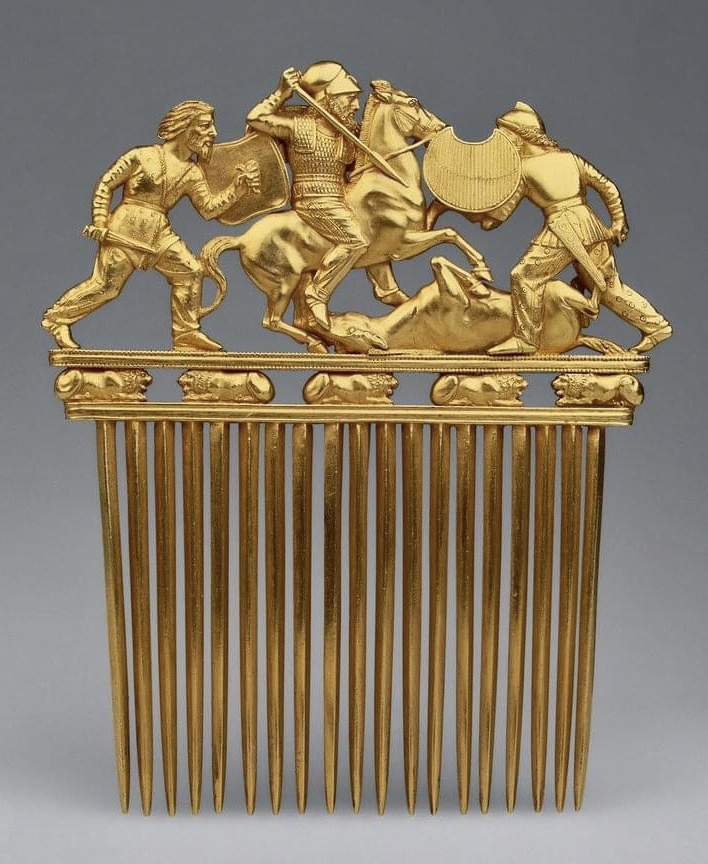
Peigne en or gréco-scythe représentant un cavalier scythe dans une bataille., Musée de l'Ermitage, kourgane de Solokha.

Les Scythes, peuples indo-européens d'éleveurs nomades en Eurasie centrale dans l'Antiquité, développent la cavalerie montée légère et utilisent des arcs à la fois courts et puissants en raison de leur forme. Auparavant, les chevaux servaient surtout à tirer des chars de combat mais n'étaient pas encore montés de façon régulière. Les traditions scythiques de cavalerie montée seront reprises des siècles plus tard au Moyen Âge par les peuples turcs puis mongols, originaires d'Asie orientale, et permettront à Genghis Khan et ses troupes de conquérir l'Asie centrale à leur tour, ainsi que la Chine et une partie de l'Europe au XIIIe siècle en formant ainsi l'Empire mongol,.
Dans l'Antiquité, Alexandre le Grand fait usage de sa cavalerie pour manœuvrer rapidement par les flancs et attaquer le général ennemi ou l'arrière des phalanges selon la tactique du marteau et de l'enclume. Le cavalier est armé d'une lance tenue au-dessus de l'épaule avec laquelle il harponne l'adversaire, mais qui peut aussi servir d'arme de jet, la vitesse du cheval s'ajoutant à celle du lancé.

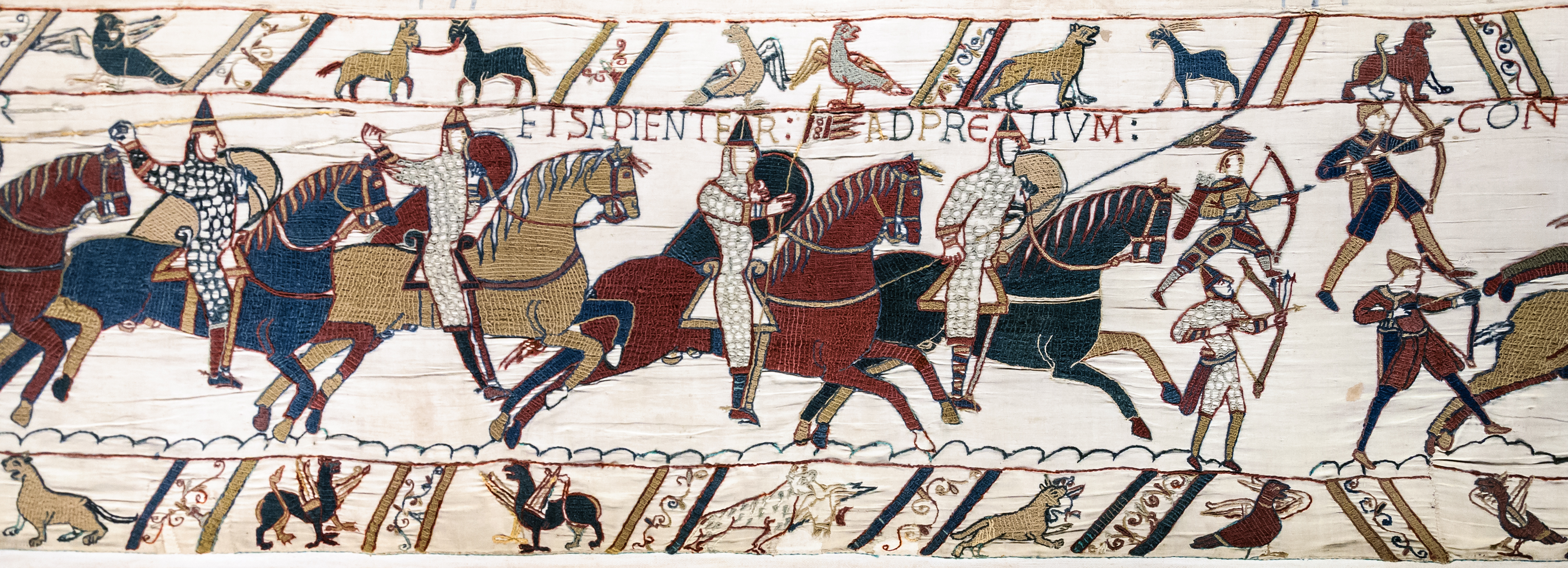
Cavaliers Normands jetant leurs lances. Tapisserie de Bayeux, XIe siècle.

La cavalerie a longtemps été un moyen de reconnaissance ou de communication entre les différents corps d'armée plutôt qu'une réelle force de combat. Le coût de l'entretien d'un cheval était tel que bien peu de personnes étaient capables de l'assumer. La cavalerie pose aussi d'importants problèmes logistiques. La présence des animaux implique la construction d'enclos, le transport de fourrage, l'emploi de palefreniers… Mais la force d'un corps de cavalerie face à des fantassins est telle que rapidement les armées s’organisent pour avoir un certain nombre de ces soldats en soutien des troupes plus classiques.
Les Romains recrutent ainsi l'essentiel de leur cavalerie chez les auxiliaires barbares qui sont souvent d'anciens ou futurs adversaires. Les peuples scythes, et notamment les Sarmates, ont également développé des races de chevaux plus puissantes qui permettront de développer les premières cavaleries lourdes et les premiers cataphractaires, qui seront rapidement adoptés par les Perses et les Parthes puis les Romains. Un élément de cavalerie lourde, protégé d'une épaisse cotte de mailles est chargé de briser les formations d'infanterie adverse. La cavalerie lourde, coûteuse, sera surtout le signe d'une cavalerie de guerre aristocratique et deviendra un des fondements des chevaliers du Moyen Âge européen et de la féodalité.
Avec l'apparition progressive des rênes, du mors, et surtout des étriers qui permettent de se dresser sur les jambes et donc d'avoir plus de force lors de l'impact d'une charge, la cavalerie devient un enjeu stratégique pour les armées (voir toutefois la Grande controverse de l'étrier). L'infanterie montée, bien qu'elle se batte à pied, permet aussi de déployer des troupes rapidement sur de longues distances.
Dans les armées féodales, la cavalerie était presque exclusivement composée de nobles, seuls capables d'acheter et de financer l'entretien de leurs chevaux. Cette tradition perdura assez longtemps mais finira par se restreindre au corps des officiers (toujours obligés de financer leur équipement, à l'opposé de la troupe). La cavalerie avait donc acquis un statut de prestige.
Face aux murs de boucliers et piques à une main de l'infanterie, la lance du cavalier s'allonge et se cale sous le bras. L'armure se renforce et la cotte de mailles se recouvrera progressivement de plate. La charge coordonnée de chevaliers devient un outil de percussion visant à briser la ligne de l'adversaire. La cavalerie lourde sera considérée pendant tout le Moyen Âge comme une arme décisive et les batailles tournaient souvent à l'avantage du camp qui en possédait le plus grand nombre. C'était particulièrement vrai pour les batailles en plaine.
Pour contrer la cavalerie, la tactique s'oriente vers la défensive, avec des forts en pierres ou des palissades de bois temporaires. À Crécy et Azincourt, les chevaux de la cavalerie française se font massacrer par les archers anglais équipés de leur arc long (long bow) en bois d'if, et les pieux et fossés qu'ils ont placés devant eux.
Les armures lourdes se démocratisent et les boucliers deviennent moins utiles, libérant la deuxième main. La cavalerie lourde des chevaliers devient fréquemment tenue en échec par une version modernisée de la phalange grec : des masses solidaires d'infanterie lourde couvertes d'armures de plates et équipées de longues piques ou de hallebardes. Les troupes mercenaires suisses, des professionnels de la guerre, en font leur spécialité. À ces formations défensives viennent s'adjoindre les arbalètes, puis les armes à feu qui leur donnent des capacités offensives à distance.
Les armes à feu apparaissent en Europe au Moyen Âge central (XIe au XIIIe siècle) : couleuvrine, arquebuse et pistolet. La cavalerie doit évoluer, et les chevaux lourds sont écartés au profit de chevaux puissants et légers, les armures sont abandonnées au profit de cottes légères et de minces cuirasses…

### XVIIesiècle
Au XVIIe siècle, avec la venue des armes à feu, apparaît l'escadron, qui se forme en profondeur (avec des tactiques comme la caracole, chaque rang se servant successivement de ses pistolets avant d'aller se reformer à l'arrière de la formation). Les évolutions se font alors surtout au pas ou au trot[réf. souhaitée].
Mais si l’apparition des armes à feu a semblé mettre un terme à la prééminence du choc (c'est-à-dire de la charge), à partir du XVIIe siècle, l’arme blanche redevient progressivement l’arme de choix. et le format des escadrons évolue en conséquence. Ainsi, aux lourds escadrons « carrés » de plusieurs centaines d’hommes sur une dizaine de rangs et plus de l’époque des reîtres et de la caracole, vont succéder des escadrons sur quatre, puis trois, puis à partir de la guerre de Sept Ans, sur deux rangs.

### XVIIIesiècle

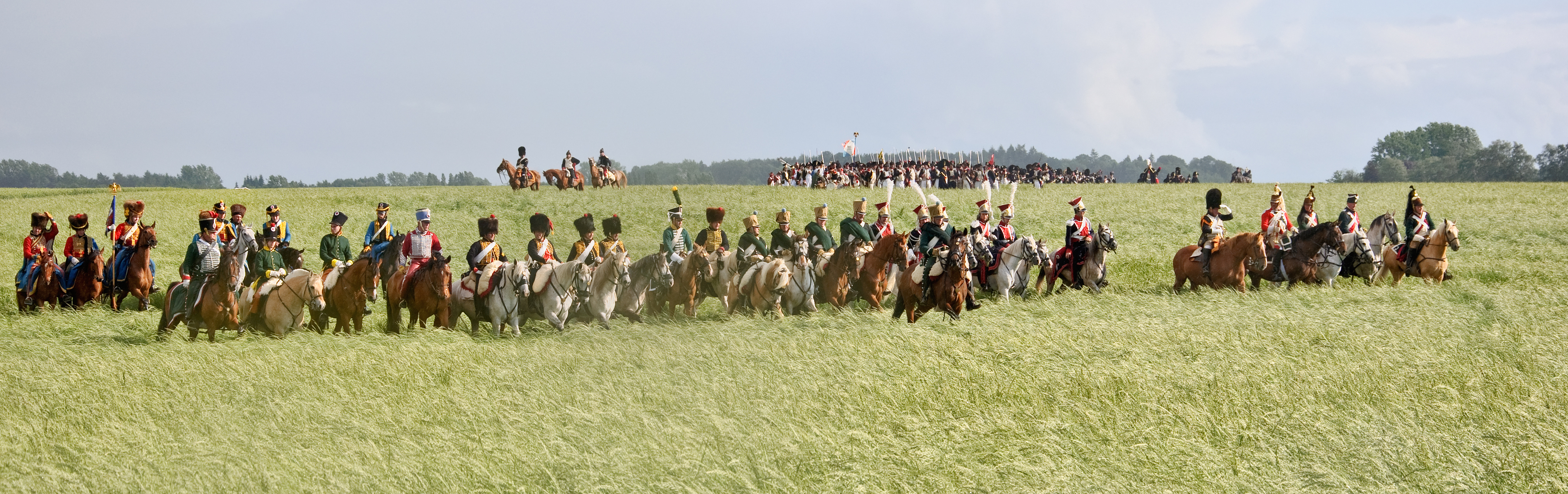
Échantillon de la cavalerie de l'armée napoléonienne lors d'une reconstitution de la bataille de Waterloo : hussards, chasseurs à cheval, chevau-légers lanciers polonais, grenadiers à cheval, dragons.

Par la suite, le sabre remplace l’épée et devient l’arme principale pour la charge qui, au XVIIIe siècle, est conduite – ou achevée – au galop.
À cette époque la lance ne joue plus depuis longtemps qu’un rôle marginal (même si Napoléon, impressionné par les lanciers polonais, intégra un de leurs régiments à la Garde impériale et recréa des unités de lanciers). Enfin, en plus du sabre, tous les cavaliers sont équipés d’un ou deux pistolets et d’une carabine ou d’un mousqueton (ou d’un fusil – plus long et plus lourd - dans le cas des dragons qui étaient censés combattre aussi bien à pied qu’à cheval).
Au fil de l'histoire, différentes composantes de cavalerie sont apparues :
- Cavalerie légère : (surnommée « les yeux et les oreilles de l'armée »)
  - chasseurs à cheval spécialisés dans la reconnaissance
  - hussards, unités d'attaque et de harcèlement
  - guides, unités de protection
  - chevau-légers
  - carabiniers à cheval, ils portent une cuirasse et un casque (comme les cuirassiers), sont armés d'une carabine, et combattent exclusivement à cheval.

- Cavalerie de ligne : dans certains pays (comme notamment la France sous Napoléon), on distingue une catégorie supplémentaire, intermédiaire entre la cavalerie légère et la cavalerie lourde, orientée vers la bataille proprement dite.
  - dragons pouvant à l'origine combattre à cheval (cavalerie) ou à pied (infanterie). Napoléon leur attribua définitivement un rôle de cavaliers qu'ils conserveront par la suite.
  - lanciers (appelés également Uhlans ou chevau-légers lanciers) : cavaliers armés d'une lance.

- Cavalerie lourde :
  - cuirassiers, cavalerie lourde dotée d'une cuirasse, d'un casque et d'un sabre droit, combattant exclusivement à cheval.
  - grenadiers à cheval, remplissent la même fonction que les cuirassiers et les carabiniers, mais ne portent pas de cuirasse. Ils sont équipés d'un mousquet.

### XIXesiècleetXXesiècle

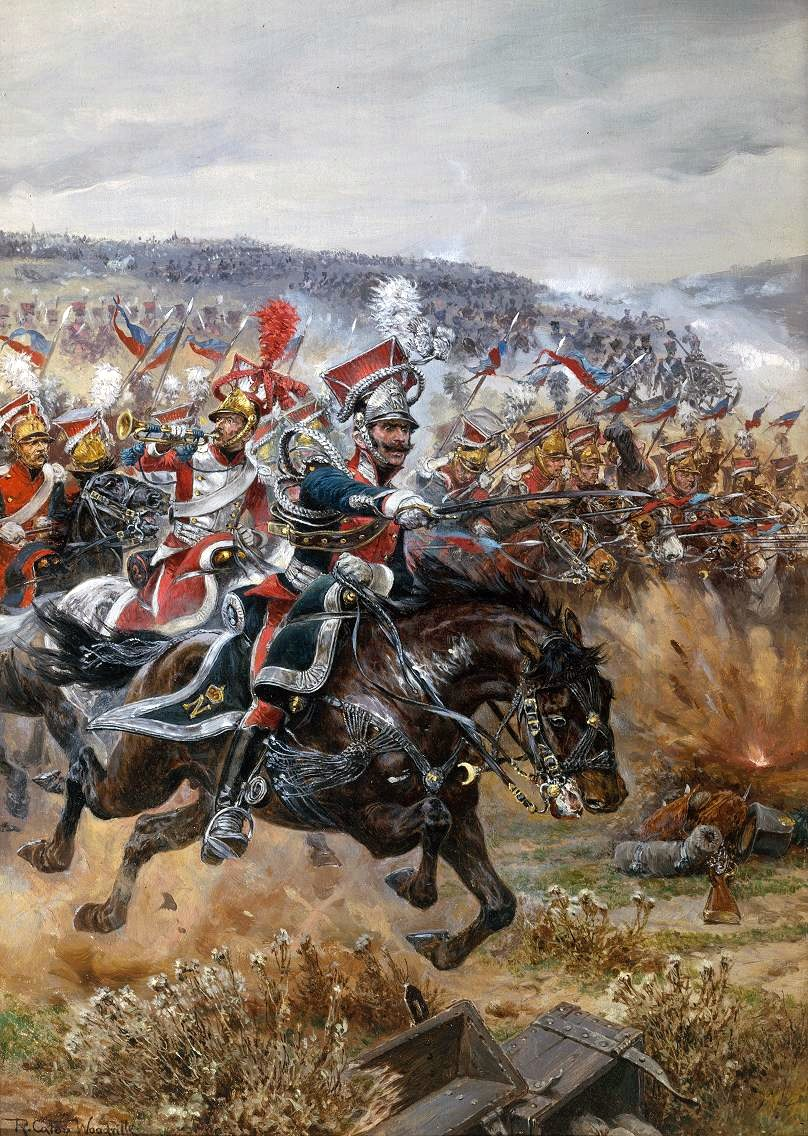
Richard Caton Woodville, Poniatowski's Last Charge at Leipzig (1813).

L’avènement des armes à tir rapide au XIXe siècle transforme profondément le caractère de la guerre à cheval en Europe (le cheval conservera néanmoins un rôle non négligeable jusqu’au XXe siècle dans certains conflits, notamment coloniaux).
La toute dernière charge de cavalerie effectuée en Europe occidentale fut celle de Burkel (Belgique).
La question du rôle - et même de l'utilité - de la cavalerie sur le champ de bataille se pose et la doctrine d'emploi fluctue entre le maintien et la disparition de la charge (en France, au début du XXe siècle, il est courant d'entendre que « la cavalerie manœuvre à cheval mais combat à pied »).
L'infanterie est plus lente mais elle dispose désormais des moyens de contrer n'importe quelle charge de cavalerie. Les dernières charges de cavalerie à cheval se soldent par des hécatombes qui forcent les armées à se concentrer sur l'infanterie et l'artillerie.

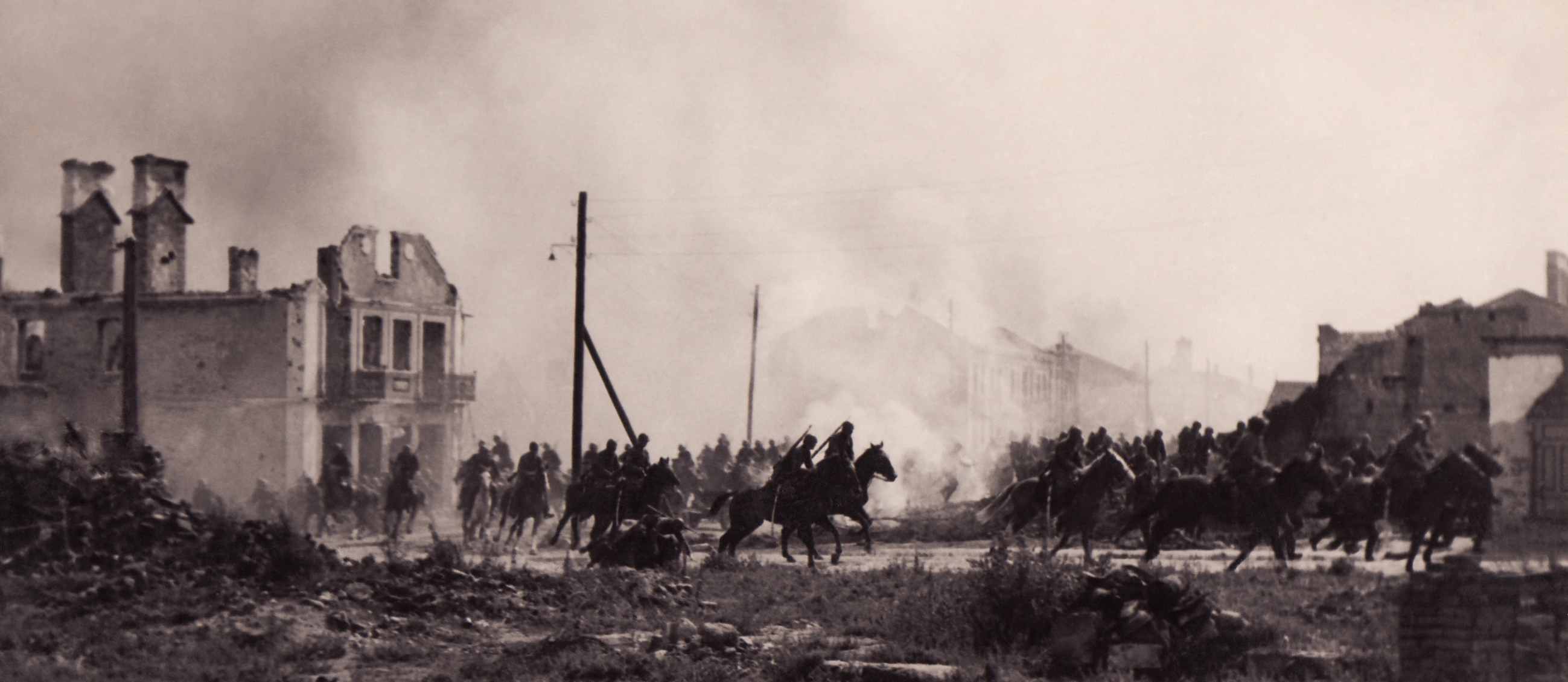
Cavalerie polonaise à Sochaczew (1939).

Le cheval prend alors un rôle nouveau dans l'armée et sert presque exclusivement au transport, avant d'être également remplacé dans ce rôle par le véhicule automobile. Quelques armées conserveront cependant des troupes à cheval jusqu'à la Seconde Guerre mondiale.

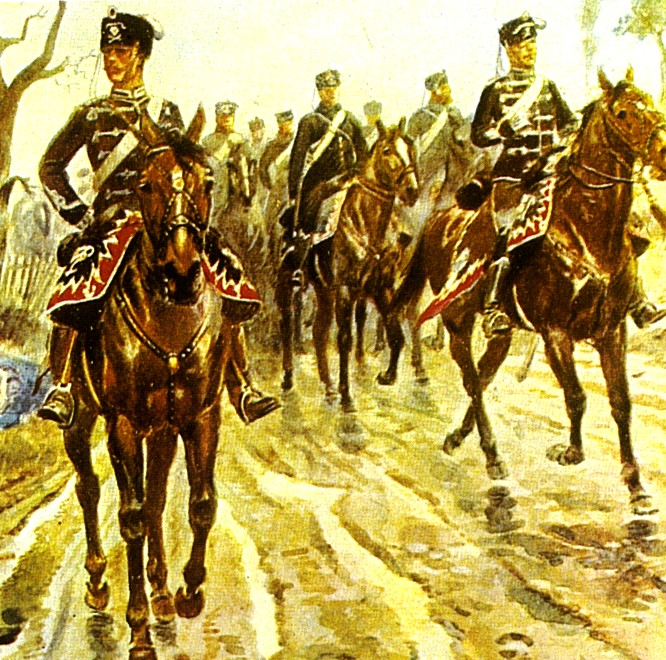
Cavalerie prussienne au début du XIXe siècle.
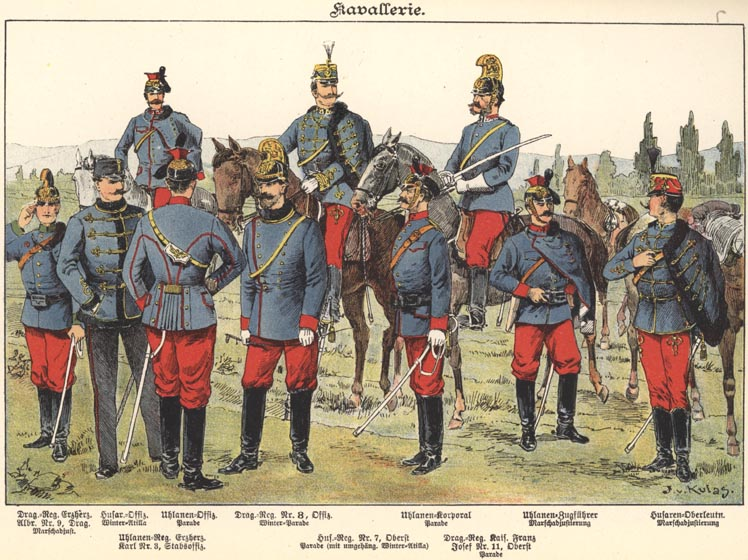
Cavalerie de l'armée austro-hongroise (1898).
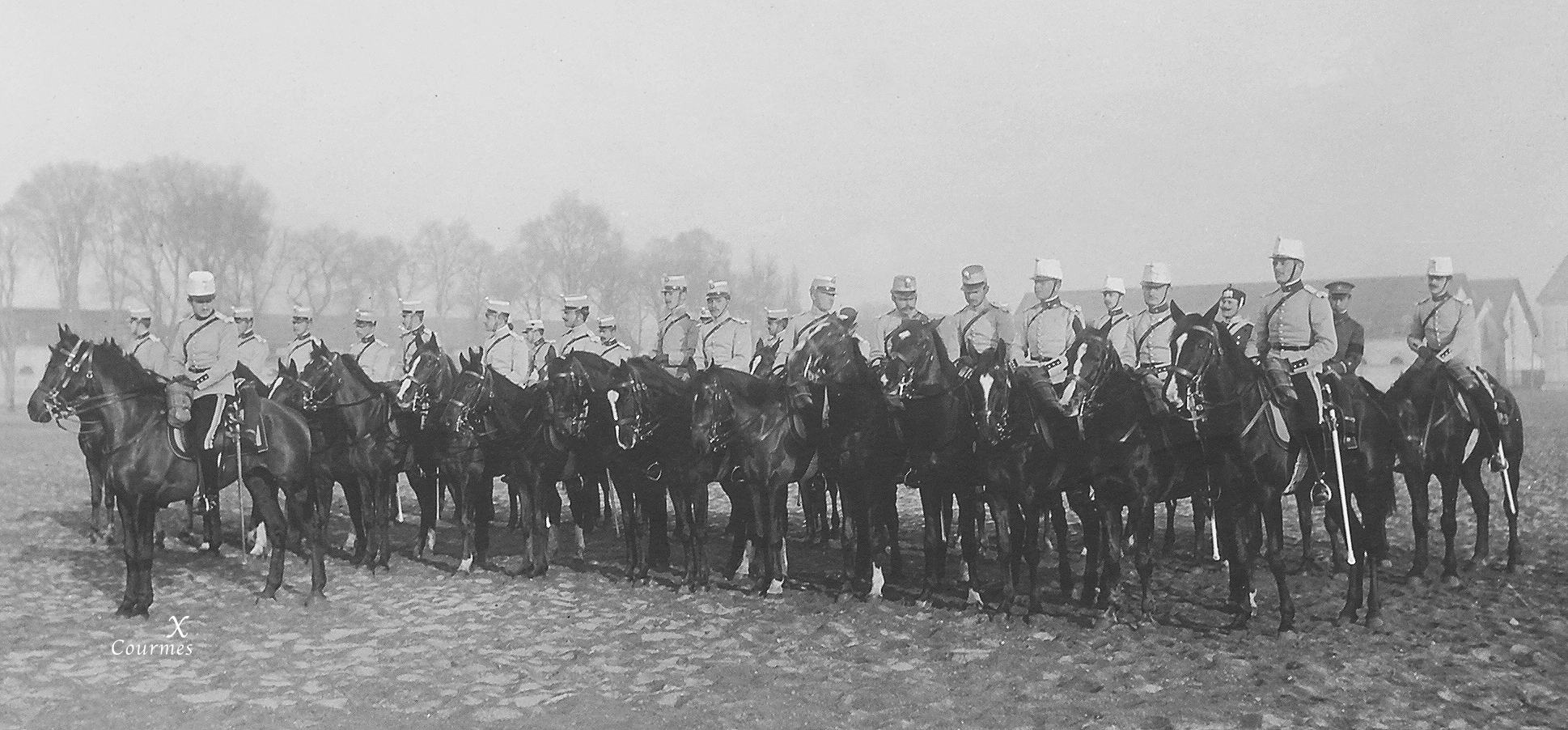
École de cavalerie de Saumur (1907-1909).
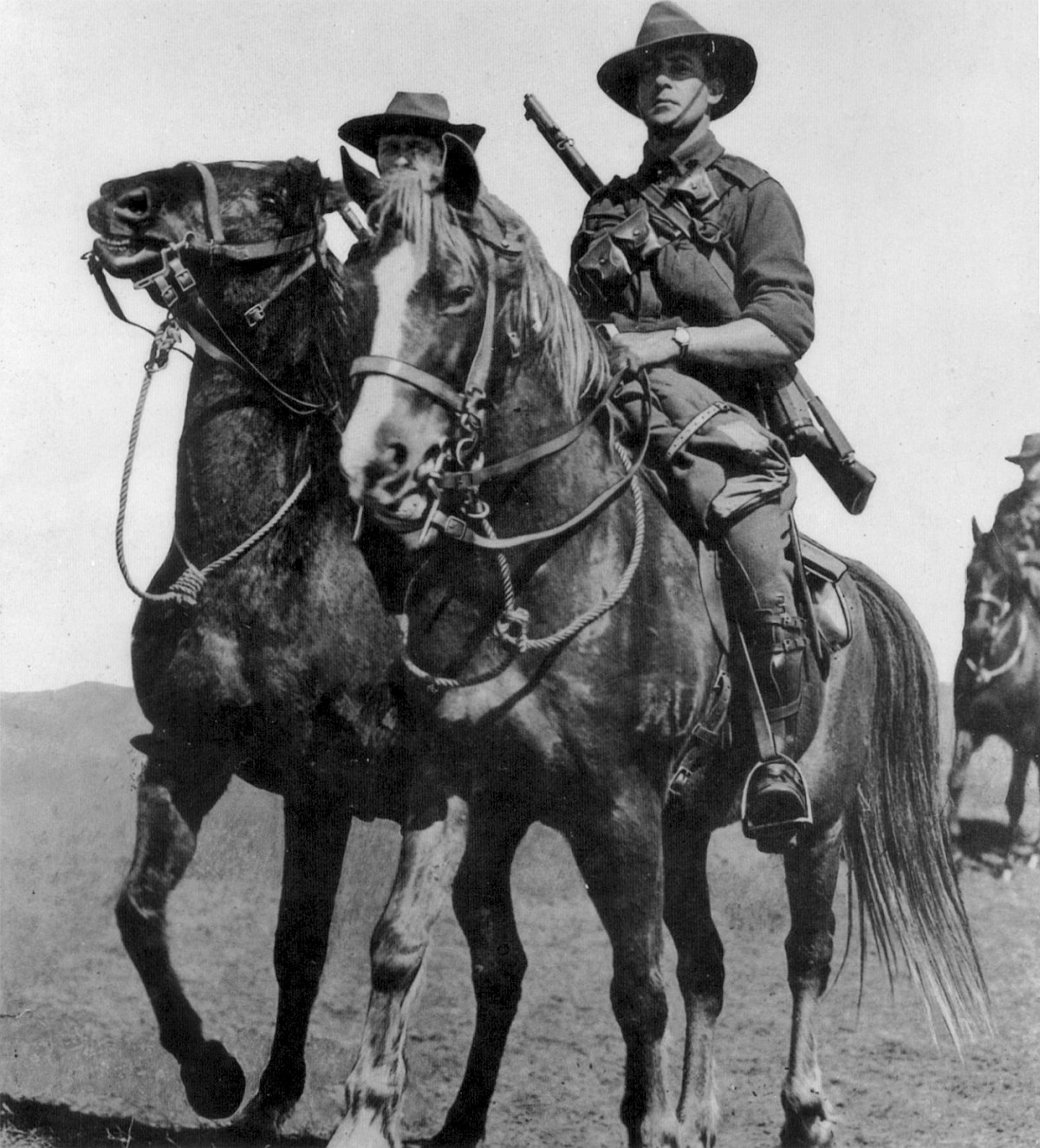
Chevau-légers australiens faisant partie du corps expéditionnaire (ANZAC) au Moyen-Orient (photographie de 1914).
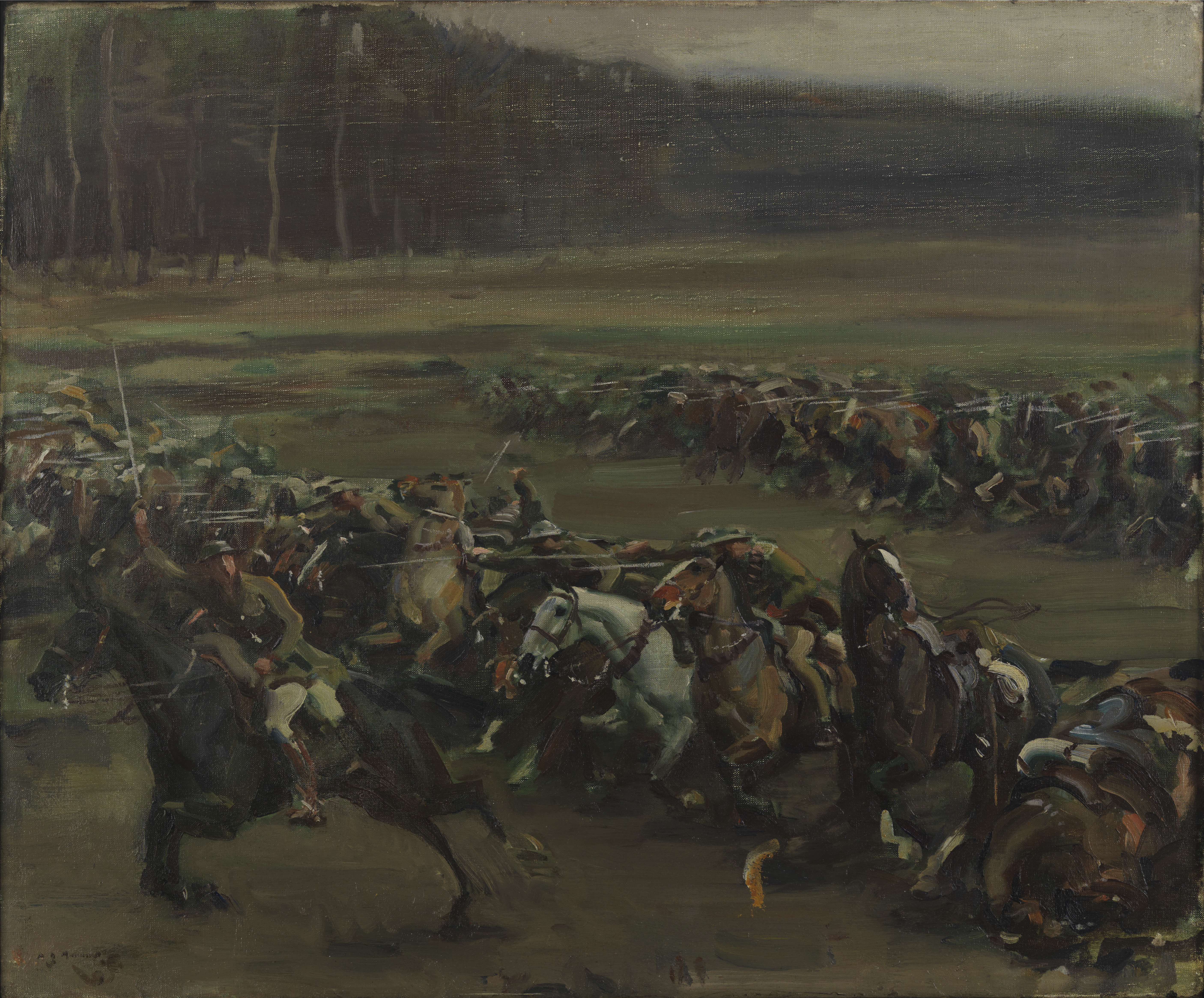
Charge of Flowerdew's Squadron, bataille du bois de Moreuil, 30 mars 1918 (Musée canadien de la guerre).

### En France

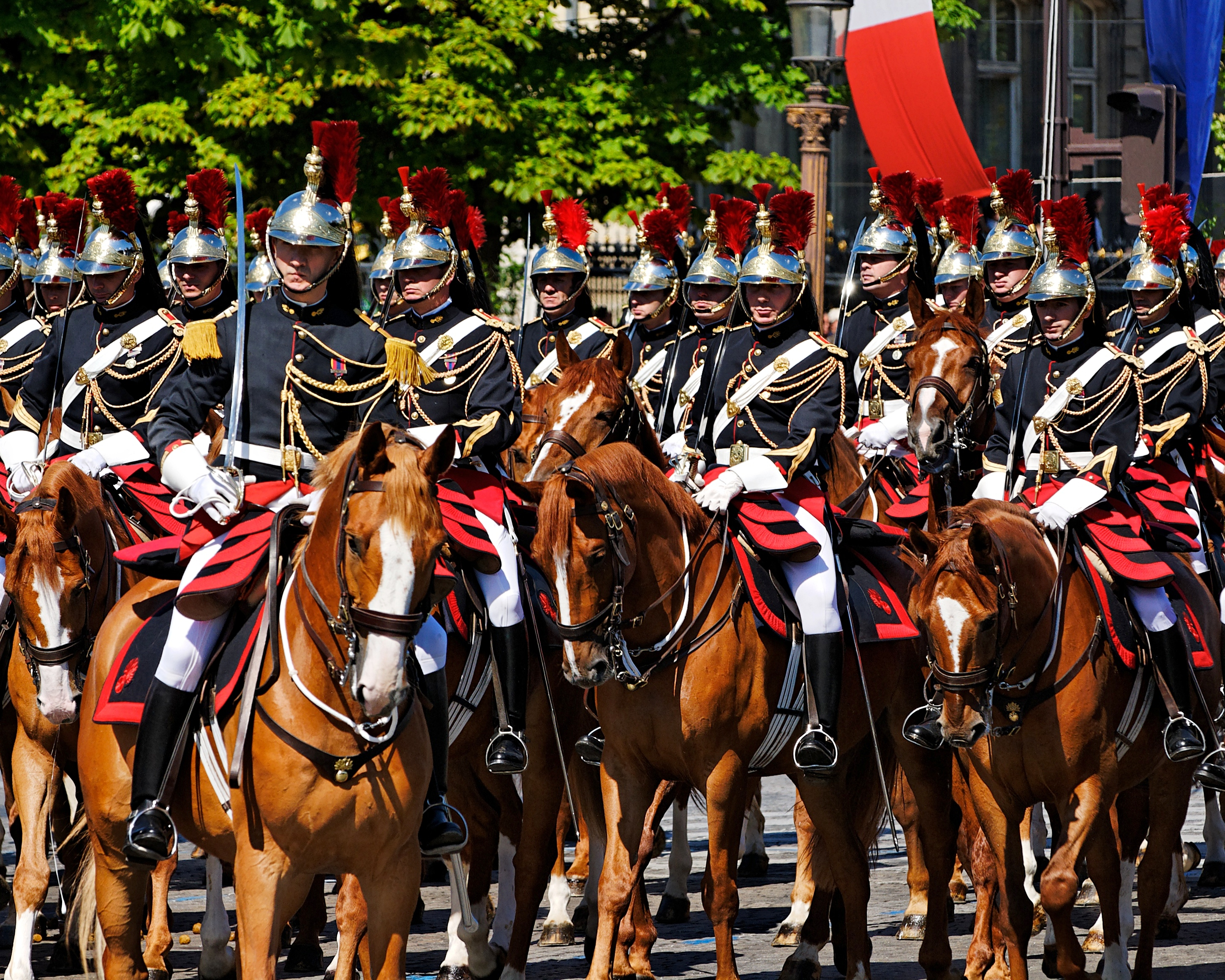
Le régiment de cavalerie de la Garde républicaine attendant d'ouvrir le défilé des troupes montées, défilé du 14 Juillet 2008 sur les Champs-Élysées, Paris.

En France, les formations héritières de la cavalerie seront regroupées dans l'arme blindée et cavalerie en 1943 (le saint protecteur de la cavalerie française reste saint Georges, de là vient le proverbe : « Par saint Georges, vive la cavalerie ! »).
De nos jours, la cavalerie est utilisée comme symbole de prestige et de nombreuses armées conservent un corps monté pour les défilés et les représentations officielles. Les régiments de l'Arme blindée et cavalerie en sont les héritiers dans les armées modernes.

#### La cavalerie à Paris
La défense de Paris a toujours reposé sur un système de complexes fortifiés. Paris n'a jamais eu de grande garnison de cavalerie. Sa garnison fut principalement armée par des troupes à pied, par les servants des pièces d'artillerie et par les sapeurs et unités du génie spécialistes des fortifications.
Cependant, la cavalerie demeura bien présente dans la capitale, le cheval étant la monture des hommes de pouvoir et de leur entourage jusqu'au maréchal de Mac-Mahon. Omis lors des émeutes populaires où elle fut combattante, la cavalerie à Paris fut d'abord un service de Cour qui assurait la sécurité, la garde et l'escorte des souverains dont elle rehaussait le prestige. L'armée montée participait aux manifestations de prestige, aux couronnements et investitures, aux réceptions de chefs d'État, ainsi qu'aux grands évènements sportifs comme les courses. Elle figurait dans les manifestations publiques tels les défilés et les revues.

##### Sous l'ancien régime
à cette époque, la cavalerie à Paris se confondait avec l'organisation et le service de la Maison du roi. Lorsque Louis XIII créa en 1622 le corps des Mousquetaires, seule une partie servait à cheval. Affectés à la garde du roi, ils participaient aux campagnes militaires et quittaient alors Paris. Les chevaux étaient logés et soignés dans les deux hôtels affectés aux mousquetaires, l'hôtel des Mousquetaires gris construit en 1671 dont la façade se situait rue du Bac, et l'hôtel des Mousquetaires noirs rue de Charenton. Le licenciement des mousquetaires en 1776 par Louis XVI mit fin provisoirement à la présence d'une charge à cheval affectée au souverain. L'École de Mars créée en 1794 compta des cavaliers dans ses rangs.

##### Sous le consulat, l'empire et la restauration
Les unités de cavaleries revinrent réellement à Paris avec la création de la Garde consulaire, remplacée par la Garde impériale. La cavalerie de la Garde préposée au service est logée dans l'abbaye de Penthémont, à l'angle des rues de Grenelle et de Bellechasse qui pouvait contenir au maximum 169 chevaux. Ces locaux furent occupés jusqu'en 1848. Les autres nombreux régiments de la Garde, dont les détachements se succédaient à Paris, y tinrent peu garnison. Ils venaient pour les revues et les réceptions aux troupes après les campagnes. Napoléon avait envisagé en 1812 de faire construire de part et d'autre du Champ de Mars une cité administrative comprenant des quartiers de cavalerie, mais n'eut pas le temps de mener ce projet à son terme.
La cavalerie des coalisés envahit Paris en 1814. Les cosaques bivouaquèrent alors sur les Champs-Élysées.
Pendant la Restauration et la monarchie de Juillet, la cavalerie se fixa à Versailles. Lors des émeutes parisiennes de la première moitié du XIXe siècle, les cavaliers furent guère efficaces dans une guerre de rue impossible à mener à cheval. Ils répugnaient à mener des combats contre des civils, le maintien de l'ordre étant dévolu normalement à la Garde nationale. Jusqu'à l'avènement de la IIIe République, le souverain organisa des parades à cheval. Ainsi, Charles X et Louis-Philippe aimaient se montrer à cheval en public entourés de leur garde à cheval.

##### Au second empire
Durant cette période, la garnison parisienne comprenait la Garde impériale et une division de cavalerie logée à Paris ou à proximité. Plusieurs unités tenaient garnison aux environs et étaient susceptibles de se déplacer pour les services et manifestations programmées. Les dragons de l'impératrice étaient ainsi à Fontainebleau ; les guides, les chasseurs et les cuirassiers se déplaçaient entre Meaux, Compiègne, Melun et Fontainebleau. Seuls l'escadron des Cent gardes et les gendarmes d'élite demeuraient en permanence dans Paris, à Penthémont, dans la nouvelle caserne de la Cité à partir de 1867 et pour un seul escadron, à Orsay et aux Célestins. La cavalerie de ligne était cantonnée dans les forts de l'enceinte et à Vincennes. Les deux régiments de dragons étaient dans Paris intra muros. L'importance des troupes montées ne cessa de grandir sous Napoléon III. Le décret du 1er mai 1854 limitait la cavalerie de la Garde à deux régiments, les cuirassiers et les guides. Dès 1855, son effectif est accru à une division de cavalerie comportant trois brigades. Elle comprit au total deux régiments de cavalerie lourde composée de cuirassiers, et quatre régiments de cavalerie légère, un de dragon, un de lanciers, un de chasseurs et un de guides. Les guides escortaient l'empereur et son entourage lors des solennités. Lors de l'attentat d'Orsini en 1858, une quinzaine de cavaliers furent blessés.

##### Sous la3erépublique
Avec la IIIe République, les services protocolaires de la cavalerie sont plus restreints et plus distants. Les unités de cavalerie interviennent lors de l'accueil des chefs d'État étrangers ainsi que lors des déplacements des plus hautes autorités militaires. Progressivement ces services sont confiés à la seule Garde républicaine qui possède un régiment à cheval n'ayant pour autant jamais appartenu à la cavalerie. Des unités de cavalerie combattantes subsistèrent à Paris et dans sa périphérie, notamment à Vincennes, jusqu'à la fin de la IIIe République. Elles participaient aux défilés et manifestations purement militaires qui se déroulaient dans la capitale, tels la présentation à l'étendard, les revues des troupes et les défilés lors de la fête nationale.

### Acception moderne
La cavalerie désigne aussi l'ensemble des troupes à l'origine à cheval, aujourd'hui motorisées.

## Cheval de cavalerie
Le cheval de cavalerie doit être un cheval de guerre possédant une grande vitesse, une puissance de choc, une aptitude à la poursuite, à la reconnaissance et aux patrouilles. Contre une batterie ou un carré de fantassins, la cavalerie ne peut l'emporter que par une extrême rapidité dans l'approche, le contact permettant de disloquer les rangs ennemis. Pour ce faire, la cavalerie doit donc exécuter de grandes actions coordonnées.

### En France
La cavalerie légère, chasseurs et hussards, était montée en chevaux légers et la cavalerie lourde, cuirassiers et dragons, en chevaux puissants. Le travail des cavaliers se focalisait principalement sur les manœuvres et les mouvements d'ensemble.
Jusqu'à la Renaissance, le destrier était caparaçonné, robuste et fort. Le dressage du cheval est une nécessité du commandement individuel et est basé sur la croyance que le cheval est un être pensant.
À partir du règne de Louis XIII, les grands seigneurs abandonnent l'élevage pour fréquenter la Cour. Les races françaises de chevaux dégénèrent et se perdent, l'armée recourt aux races étrangères et notamment aux andalous. Pour remédier à cet état et normer les chevaux utilisés par les troupes à cheval, Colbert crée les étalons royaux le 17 octobre 1665. Ces étalons sont marqués d'un « L » couronné à la cuisse. Les troupes à cheval se hiérarchisent et s'uniformisent sous l'autorité du roi pour devenir un corps homogène, la Cavalerie.

#### Ouvrages généraux
- Frédéric Chauviré, La Charge de cavalerie des origines à nos jours, de Bayard à Seidlitz, Thèse de doctorat, Université de Nantes, 382 p., 2009, édité en 2013 chez Perrin.
- (Gal.) Louis Susane, Histoire de la Cavalerie Française, tome 1, Paris, J. Hetzel et Cie, 1874.
- (Gal. Baron) Bardin, Dictionnaire de l’Armée de terre, Paris, Coréard, 1843.
- André Corvisier, Histoire militaire de la France (4 tomes), Quadrige/PUF.
- Jean-Pierre Béneytou, Histoire de la cavalerie française des origines à nos jours, éditions Lavauzelle, Panazol, 2010.
- (Colonel Dugué) Mac Carthy, La Cavalerie au temps des chevaux, Éditions Pratiques Automobiles (EPA), 327 p., 1989.  (ISBN 2851203134 et 978-2851203137)

#### Ouvrages par période
Antiquité
- Alexandre Blaineau (préf. Pierre Brulé), Le cheval de guerre en Grèce ancienne, Rennes, Presses universitaires de Rennes, 2015, 348 p. (ISBN 978-2-7535-4136-8).
- (en) Philip Sidnell, Warhorse : cavalry in ancient warfare, London New York, Hambledon Continuum, 2006, 363 p. (ISBN 978-1-84725-023-0).

Moyen Âge
Philippe Contamine, La guerre au Moyen Âge, Paris, Presses universitaires de France, coll. « Nouvelle Clio / l'histoire et ses problèmes », 2003, 516 p. (ISBN 978-2-13-050484-9).
Époque moderne
Cdt Louis-Auguste Picard, La cavalerie dans les guerres de la Révolution et de l'Empire, Paris, Teissèdre, coll. « bicentenaire de l'épopée impériale / Études », 2000, 2 volumes, 419 et 406 pages (ISBN 978-2-912259-48-6).
Époque contemporaine